# Mauricio Victorino
Mauricio Bernardo Victorino Dansilio (Montevideo, 1982. október 11. –) uruguayi labdarúgó. Jelenleg a paraguayi Cerro Porteñoban játszik hátvédként.

## Pályafutása

### Klubcsapatban
Victorino 2004-ben, a Plaza Coloniában kezdte profi pályafutását, majd innen került egy év múlva a Nacional Montevideohoz. Itt lépett pályára először a Copa Libertadoresben, 2005. március 3-án, a River Plate ellen. 2006-ban a mexikói Veracruzhoz igazolt, ahonnan egy év múlva visszatért a Nacionalhoz. 2009-ben aláírt az Universidad de Chiléhez, ahol 2009. augusztus 30-án, az Audax Italiano ellen megszerezte első gólját.

### A válogatottban
Victorino 2006 óta tagja az uruguayi válogatottnak. Behívót kapott a 2010-es világbajnokságra, ahol július 2-án, ő is értékesített egy tizenegyest a Ghána elleni büntetőpárbajban. Csapata végül győzött és bejutott az elődöntőbe.

## Külső hivatkozások
- Pályafutása statisztikái
- Victorino adatlapja az ESPN honlapján Archiválva 2009. október 25-i dátummal a Wayback Machine-ben

## Fordítás
- Ez a szócikk részben vagy egészben  a   Mauricio Victorino című angol Wikipédia-szócikk fordításán alapul.  Az eredeti cikk szerkesztőit annak laptörténete sorolja fel. Ez a jelzés csupán a megfogalmazás eredetét és a szerzői jogokat jelzi, nem szolgál a cikkben szereplő információk forrásmegjelöléseként.